# Irving Gottesman
Irving Isadore Gottesman (29 de diciembre de 1930 - 29 de junio de 2016). Fue un profesor estadounidense de psicología que dedicó la mayor parte de su carrera al estudio de las relaciones entre genética y esquizofrenia. Es autor de 17 libros y más de 290 publicaciones, de diversa índole, que versan sobre esquizofrenia y la genética del comportamiento (también conocida como genética conductual). Asimismo, creó el primer programa académico sobre Genética del comportamiento dentro de los Estados Unidos de América. Ganó diversos premios, entre los que destacan el Premio de Investigación Hofheimer, la presea más representativa de la American Psychiatric Association, por sus investigaciones en psiquiatría. Gottesman fue profesor en el departamento de psicología de la Universidad de Minnesota, donde recibió su Ph.D.
Nativo de Ohio, Gottesman realizó estudios de licenciatura y posgrado en psicología. Se convirtió en miembro de varias facultades universitarias, siendo las de Virginia ( Universidad de Virginia) y Minnesota ( Universidad de Minnesota.)  en las que pasó la mayor parte de su carrera.
Gottesman se dio a conocer por su investigación sobre la esquizofrenia en gemelos idénticos. Gracias a este estudio fue posible comenzar la documentación respecto a las relaciones entre la genética, el entorno familiar, social, cultural y económico, y la esquizofrenia. De igual modo, abordó en sus investigaciones el progreso y la transmisión intergeneracional de la enfermedad. Gottesman ha trabajado con investigadores para analizar los registros de hospitales y llevar a cabo entrevistas de seguimiento de gemelos idénticos en donde uno o ambos son esquizofrénicos. También ha investigado los efectos de la genética y el medio ambiente sobre la violencia humana y las variaciones en la inteligencia humana. Gottesman y otros investigadores como James Shields, introdujeron la palabra epigenética (esto es, el control de genes a través señales bioquímicas modificadas por el entorno, desde otras partes del genoma) al campo de la psiquiatría genética.
Gottesman ha escrito y coescrito una serie de libros que resumen todo su trabajo. Estas publicaciones incluyen datos en bruto de diversos estudios, su interpretación estadística, y posibles conclusiones que se presentan con el material de apoyo necesario. Los libros también incluyen relatos de primera mano de los pacientes esquizofrénicos y sus familiares, que dan una idea de los pensamientos delirantes, síntoma principal del trastorno. Gottesman y Shields han construido modelos para explicar la causa, transmisión y progresión de la enfermedad, la cual es controlada por muchos genes que actúan de manera conjunta con el ambiente, sin una causa suficiente por sí solos.

## Historia
Gottesman nació en Cleveland, Ohio, en 1930, de Bernard y Virginia Gottesman, quienes eran inmigrantes judíos húngaro- rumanos. Fue educado en la primaria Miles Standish en la escuela pública Shaker Heights de Cleveland. Después de salir de la escuela, Gottesman se unió a la Marina de los Estados Unidos, donde se le dio una beca y el grado de guardiamarina, y fue asignado a los Oficiales de la Reserva Naval, cuerpo de entrenamiento en el Instituto de Tecnología de Illinois en Chicago. La primera vez que se especializó en física, pero cambió a la psicología, recibiendo su grado B.S en 1953.
Gottesman hizo su trabajo de graduación en la Universidad de Minnesota, que luego modeló su programa de psicología clínica en el modelo de Boulder, que hizo hincapié en la teoría de la investigación y la práctica clínica. Se unió al programa de graduados en 1956 después de tres años con la Armada, con el apoyo de la Korean War G.I. Bill. Él comenzó a investigar los rasgos de personalidad en gemelos idénticos y mellizos que habían contestado el Inventario de Personalidad Multifásico de Minnesota (MMPI). Su tesis de doctorado, enviada a la revista Psychological Monographs, fue rechazada antes de su revisión bajo el criterio de la controversial discusión entre naturaleza-crianza en la cual se dirigieron a favor de la crianza. En la apelación, la tesis fue revisada y aprobada para su publicación.
Gottesman comenzó su carrera en la Universidad de Harvard con relaciones sociales y como profesor de psicología. Estuvo en esta posición no titular por tres años. Después, trabajó con el investigador James Shields en el Hospital Maudsley–Bethlem en Londres, utilizando el registro de gemelos para analizar rasgos de gemelos y mellizos, en el laboratorio de Eliot Slater, quien conoció en Roma en el Segundo Congreso Internacional de Genética Humana en 1961. Después de su regreso a la Universidad de Minnesota en 1966, Gottesman creó un programa sobre genética del comportamiento, el primero en Estados Unidos. En 1972–1973 recibió una beca Guggenheim para trabajar con K.O. Christiansen en Dinamarca. En 1980, se unió a la Facultad de Medicina en la Universidad de Washington, luego se trasladó a la Universidad de Virginia en 1985, donde comenzó el programa de entrenamiento de la psicología clínica. Gottesman continuó visitando Londres y con la colaboración con Shields, con quien coescribió una serie de libros. Después de pasar 16 años en la Universidad de Virginia, Gottesman se retiró de un papel activo después de 41 años de investigación, pero continúa la investigación a tiempo parcial en la psicología y la psiquiatría.
Gottesman es un profesor de cátedra en psiquiatría de adultos y con un grado de doctorado en psicología por la Universidad de Minnesota; miembro de la Asociación Americana para el Avance de la Ciencia, la Academia de Psicología Clínica, y el Centro de Estudios Avanzados en Ciencias del Comportamiento de la Universidad de Stanford; una Beca Guggenheim para 1972–1973 en la Universidad de Copenhague; un emérito de psicología con cátedra en la Universidad de Virginia; y miembro honorario del Real Colegio de Psiquiatras de Londres. Ha asesorado a 35 estudiantes graduados, y una conferencia anual sobre el comportamiento y neurogenética se ha establecido en su nombre por la Universidad de Virginia. Gottesman estuvo casado con Carol Applen, con quien se casó el 23 de diciembre de 1970, teniendo dos hijos.

## Contribuciones Científicas

### Estudios sobre Esquizofrenia y Psicopatología
Gottesman estudió por primera vez la genética de la esquizofrenia a gran escala usando el registro de Maudsley - Bethlem de admisiones de gemelos durante 16 años. Más tarde trabajó en la genética y la genómica psiquiátrica. En su estudio de las ciudades gemelas MMPI, parte de su tesis de doctorado, Gottesman encontró altos niveles de herencia en las escalas relacionadas con la esquizofrenia, la depresión, el trastorno de personalidad antisocial y la introversión social. Los genes fuertemente influenciados introversión social y las tendencias agresivas. Esto dio lugar a nuevos estudios sobre los rasgos de personalidad de los gemelos idénticos, tales como el estudio de Minnesota de Gemelos Idénticos Criados por Separado.
En el análisis de los resultados del estudio Maudsley - Bethlem, Gottesman y Shields idearon el modelo causante poligénico del multi-elemento para la esquizofrenia. El libro que resume y se expande en el estudio, la esquizofrenia y genética: un estudio con un doble punto de vista, argumentó que la esquizofrenia es un producto de varios genes que actúan juntos, e introdujo las técnicas de análisis preciso en el campo de la genética del comportamiento. Gottesman y Shields introducen términos como "rangos de reacción / superficie", "endofenotipo" y "rompecabezas epigenética" en las ciencias del comportamiento. El modelo de umbral de la hipótesis combina los riesgos genéticos y ambientales para producir la esquizofrenia, y empujó a un individuo en una condición diagnosticable cuando su influencia creció lo suficientemente fuerte. El concepto del rango de reacción es la idea de que los genes y el entorno controlan el comportamiento, pero con límites superiores e inferiores separando la fuerza de ese control en cada caso, un concepto que ahora forma parte de la psicología básica. Antes del estudio, la opinión predominante era que la esquizofrenia se originó a partir de malas relaciones parentales. Los investigadores demostraron que los gemelos idénticos eran más propensos a tener o no tener la esquizofrenia juntos, concluyendo que el desorden era el "resultado de una predisposición del desarrollo de origen genético".
El estudio Maudsley - Bethlem también da la hipótesis de que la esquizofrenia fue causada por una mezcla de muchos rasgos pequeños que trabajan juntos. Estos endofenotipos se podrían utilizar para el diagnóstico. Los endofenotipos han sido interpretados como un vínculo entre los genes y el comportamiento final, actúan sobre los elementos del entorno y el azar, con influencias bioquímicas y epigenéticas al cambiar el genoma, pero no pasa a los hijos. Los estudios de biología molecular de la genética se han referido a endofenotipos para explicar las causas genéticas de la psicopatología. Los investigadores también examinaron cómo los esquizoides, las personas con trastornos de la personalidad leves, similares a la esquizofrenia, estaban vinculados a los esquizofrénicos. Gottesman y Shields extendieron el plazo para las clases de trastornos psicológicos leves en los gemelos y familiares de esquizofrénicos. Los investigadores habían planteado la hipótesis de que la característica esquizoide en gemelos era un gen portador de la esquizofrenia, aunque uno sin esquizofrenia todavía transmitía el riesgo genético, expresado tal cual. Sin embargo, el estudio en gemelos no pudo confirmar esto.
En el estudio de Dinamarca, los investigadores evaluaron el grado en que los genes apuntalan la psicopatología. Sus estudios en gemelos de la criminalidad encontraron que una disposición genética a la falta de autocontrol causó dos gemelos idénticos se conviertan en delincuentes, o para no convertirse en delincuentes. También estudiaron gemelos idénticos que fueron discordantes para la esquizofrenia, donde un gemelo era esquizofrénico y el otro no, y se encontró que los hijos de dichos gemelos tenían la misma vulnerabilidad genética a la enfermedad. Un estudio posterior a mediados de los años 80, el cual resultó ganador del premio Kurt Schneider, concluyó en que los hijos de gemelos idénticos tenían un riesgo mayor que aquellos que eran hijos de mellizos, indicando que el gemelo idéntico no esquizofrénico transmitía una disposición genética latente, incluso si no había expresado características esquizoides. El estudio Dinamarca introdujo los conceptos de "genotipos expresados" riesgo genético latente, y "control epigenético" regulación bioquímica de cómo funcionan los genes, en el nuevo campo de la genética del comportamiento.

### Estudios sobre delincuencia y violencia

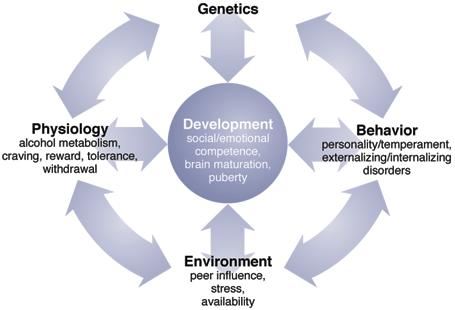
Modelo multifactorial de Gottesman aplicado al alcoholismo

En una revisión de 1989 de la investigación sobre la delincuencia juvenil y la violencia, Lisabeth DiLalla y Gottesman encontraron que la delincuencia podía ser transitoria o continua, y que los genes contribuían más en el tipo continuo. En 1991, los mismos autores publicaron una crítica de la idea entonces prevaleciente de que el comportamiento antisocial se transmite de generación en generación por abuso de niños solos en las familias antisociales. Indicaron que una revisión por Cathy Spatz Widom y los estudios citados se había pasado por alto un elemento: los niños maltratados en las familias podrían haber sido objeto de persecución porque sus genes podría haber influido en ellos a cometer actos antisociales y la atracción de tal tratamiento de los padres.
Gottesman fue uno de los presentadores en la conferencia de 1995 en el Instituto Aspen en Maryland sobre cómo los genes influyen fuertemente en el aprendizaje de una persona que se inclina hacia la violencia y el crimen. Gottesman presentó los resultados de los estudios sobre la influencia de los genes en la criminalidad, indicando que los gemelos idénticos separados al nacer eran propensos a mostrar niveles similares de comportamiento criminal. Esta concordancia indica que los genes influyen en tal comportamiento. Él señala que los patrones de comportamiento fueron fuertemente influenciados por el medio ambiente y no se establecen por los genes por sí solos. La conferencia, financiada por los Institutos Nacionales de Salud, fue polémica, con detractores que argumentan que este tipo de estudios conducirían a grupos minoritarios, más probabilidades de ser criminales porque tenían menor estatus social o eran pobres, en la mira con la terapia génica para la violencia. Los manifestantes interrumpieron la conferencia e irrumpieron en el auditorio. Gottesman reafirmó su creencia de que los científicos deben proceder con la investigación, sin esperar a la humanidad para convertirse en lo suficientemente ética para no hacer mal uso de ella.

### Trabajo con el Coeficiente Intelectual (IQ)
En 1972, Gottesman fue llamado ante el Senado de Estados Unidos por el senador Walter Mondale para discutir la brecha de 15 puntos IQ que separa a los afroamericanos y a los americanos blancos. Gottesman testificó que los genes influían en el IQ, pero solo en conjunto con elementos tales como la educación, el dinero y alimentos nutritivos desde la infancia. En 2003, él y sus colegas publicaron un estudio que muestra que la heredabilidad influye en el IQ mayormente entre las personas de alto nivel socioeconómico (SES) que en la gente de bajo SES. Los genes influyeron en las diferencias de puntuaciones de las pruebas, mayormente en los niños de nivel alto que en los de bajo SES. Gottesman dijo que esto se debía a que los genes tienen una influencia más débil que la pobreza.

### Visión Humanista
Gottesman ha investigado y publicado sobre el abuso de la investigación genética en la Alemania nazi, y ha proporcionado testimonio de un experto en un caso chino de derechos humanos que implica la esquizofrenia en la familia. Sus libros académicos sobre la esquizofrenia también se han centrado en los costos humanos de la enfermedad. En Génesis Esquizofrenia: El Origen de la Locura, él proporcionó capítulos en los que los pacientes describen sus experiencias de la enfermedad y las de sus familias. Gottesman ha hecho hincapié en que la genética influye en el comportamiento de los pacientes en conjunto con la familia y contextos sociales, económicos y culturales. Según él, los acontecimientos al azar son el tercer elemento de determinación de la conducta y el destino, y la interacción entre estos elementos se conoce solo en el nivel de probabilidades, y no como cantidades precisas y fijas.

## Libros
Gottesman fue autor de nueve libros, todos ellos relacionados con la esquizofrenia y la genética psiquiátrica.

### Esquizofrenia y Genética: Estudio de Gemelos, un Punto a Favor
Gottesman y Shields publicaron Esquizofrenia y Genética para documentar sus investigaciones con gemelos en el Hospital Maudsley de Londres, la obra que, en parte, les valió el Premio de Investigación Hofheimer, el premio más importante para la investigación psiquiátrica de la Asociación Americana de Psiquiatría. El estudio se expandió anteriormente por Eliot Slater en el mismo hospital, que cubre 24 gemelos idénticos y 33 mellizos, con al menos un esquizofrénico en cada par que fue tratado en el hospital entre 1948 y 1964. Este estudio fue uno de los once de tales en la literatura contemporánea, y el libro detalla la metodología analítica y detalle lo diferencia de los demás.
Los capítulos sobre la metodología representan una tercera parte central del libro. Los gemelos idénticos y mellizos se clasificaron utilizando las huellas dactilares y los grupos sanguíneos. Las entrevistas de seguimiento se registraron para monitorear el progreso de sus pacientes (los probandos) y sus gemelos, algunos esquizofrénicos y otros no. Dos pruebas psicológicas, MMPI y el Test del Objeto de Clasificación (Prueba Goldstein Scheerer del concepto de Formación) se utilizan para medir los rasgos mentales y funcionamiento. Resúmenes de casos fueron preparados por el psiquiatra escandinavo Erick Essen-Moller, y estos fueron enviados, con datos sobre gemelos idénticos, su estado y diagnóstico sobre esquizofrenia, a seis jueces de los EE. UU., Reino Unido y Japón. Los jueces evaluaron de forma independiente si los pacientes eran esquizofrénicos.
Los resultados del estudio comprenden otra tercera parte del núcleo de Esquizofrenia y Genética. Los datos mostraron que los genes hacen a una persona propensa a desarrollar esquizofrenia bajo presiones ambientales. El estudio no fue diseñado para encontrar el gen responsable, pero los autores plantearon la hipótesis de que habría varios actuando en tándem. Elementos contextuales responsables no pudieron ser identificados, aunque algunos como una madre excesivamente protectora, el orden de nacimiento, peso al parto, y los elementos sociales y económicos se descartaron. Gottesman y Shields encontraron que más o menos la mitad de los gemelos idénticos tenían un estado esquizofrénico o no esquizofrénico compartido, pero solo un onceavo de los mellizos tenían un diagnóstico con tales características compartidas. La escalas del MMPI coincidieron entre los pares de gemelos idénticos, pero no entre los pares de gemelos fraternales. El objeto de clasificación de prueba no mostró relaciones útiles. Aquellos que sus gemelos eran más propensos a desarrollar esquizofrenia en sus genes ya los ponen en riesgo.
El libro presenta historias clínicas de todos los pares de gemelos estudiados y los datos en bruto de los análisis. Sus últimos capítulos ponen los resultados en el contexto de los estudios existentes y presentaron una nueva teoría y modelo para explicar las causas y continuidad del trastorno. Los aspectos ambientales que los investigadores comprobaron se basan en la literatura existente y múltiples juicios se agruparon para comparar ambos y mutuamente cancelar diferentes criterios para el diagnóstico de la esquizofrenia. La teoría en el libro fue que muchos genes trabajan juntos para disponer una persona con el trastorno bajo ciertas presiones ambientales. El modelo no proporcionó una visión terapéutica específica, pero era útil como guía para su estudio.

### Esquizofrenia: El Rompecabezas de la Epigenética
Esquizofrenia: El Rompecabezas de la Epigenética describió brevemente los métodos, conclusiones y modelos que Gottesman utilizó en su estudio de la esquizofrenia. Él coescribió el libro con James Shields, quien murió antes de su publicación. El libro presenta métodos para el diagnóstico de la esquizofrenia en un contexto de investigación, teniendo en cuenta las diferencias nacionales en cómo se definió el trastorno, desacreditado mitos tales como la madre que transmite la esquizofrenia e introdujo los conceptos del modelo de umbral y el rango de reacción.
El libro proporciona un tutorial sobre la genética para hacer auto-contenido del material. Se investigó la familia, adopción y estudios de gemelos para determinar la vulnerabilidad y formas de la enfermedad viendo los cambios con similitud a la genética del paciente. Juntos apoyaron la presencia de una contribución genética a la causa y el progreso de la esquizofrenia. Elementos contextuales tales como problemas de nacimiento e incidentes estresantes fueron también analizados para ayudar a los autores a construir un modelo combinado para explicar el trastorno. Los investigadores analizaron las poblaciones para determinar el papel de los genes utilizando modelos matemáticos simplificados de la influencia de los genes y el medio ambiente uno del otro, y sin señal bioquímica de la enfermedad para guiarlos. Rue L. Cromwell, escribiendo en PsycCRITIQUES, escribió que este enfoque carecía de rigor. El papel de los genes fue menos enfatizado en los resultados, con una heredabilidad del 70%, que en los estudios anteriores de Kallman. Los investigadores estudiaron la neuroanatomía y, específicamente, el neurotransmisor dopamina, como una posible vía por la que los genes influyen en el funcionamiento del cerebro para producir los síntomas del trastorno.
Los autores investigaron el autismo y los trastornos psiquiátricos entre los niños, pero se encontró poca relación con la esquizofrenia adulta o influencia genética. También cubrieron las implicaciones sociales de la enfermedad, llegando a la conclusión de que la mayoría de los esquizofrénicos eran pobres debido a que el trastorno erosiona sus recursos y capacidades. Un capítulo se dedica a las cuestiones sociales, la violencia, las enfermedades, las tasas de mortalidad, aspectos sexuales, y la capacidad de tener hijos que afectan a los esquizofrénicos. Los autores proporcionaron datos sobre la probabilidad de recaída después de un episodio de la enfermedad. El libro cubre los nuevos métodos y nuevos modelos para el estudio de la esquizofrenia. Debido a que el trastorno se había aceptado por unanimidad sin criterios de diagnóstico, los investigadores pidieron a seis médicos y tres colegas para proporcionar sus análisis de los informes sobre 120 gemelos, y encontraron un acuerdo del 86% entre los médicos. Promediando los criterios de los médicos, se produjo un conjunto próximo al de Manfred Bleuler, que se había adaptado de Emil Kraepelin.

### Génesis de la Esquizofrenia: Los Orígenes de la Locura
Génesis de la Esquizofrenia: Los Orígenes de la Locura, escrita en 1991, ganó el premio William James de la Asociación Americana de Psicología. Es ampliamente revisado cómo la ciencia ha mirado a la esquizofrenia. El libro presenta un modelo de vulnerabilidad / diátesis - estrés para explicar las causas de la enfermedad y una relación muchos - causas, muchos - genes para explicar la forma en que se transmite de padres a hijos. El libro ha sido traducido al japonés y alemán. El Génesis de la Esquizofrenia fue escrito tanto para el laico y el profesional clínico, y proporciona datos, métodos de interpretación de los datos, y una introducción al análisis genético tal como se utiliza para analizar el papel de la herencia en el comportamiento. El libro también contiene las cuentas de los esquizofrénicos, con un artista que representa propio sufrimiento, diciendo: "Yo sé ... es locura cuando cada risa se trata de mí ... de repente periódicos contienen curas ... destellos de luz son los ojos de demonio."
Génesis de la Esquizofrenia comienza con la historia de la esquizofrenia. Gottesman considera que la esquizofrenia es una enfermedad del mundo industrializado, ya que no se menciona en la Biblia, por los antiguos griegos, los antiguos médicos, o autores, incluyendo a Shakespeare. Lo vio mencionada por primera vez por los médicos en 1809 y por Balzac en una historia corta en 1832, que muestra mínimamente el desorden entonces había sido reconocido como tal. En 1896, Kraepelin definió sus síntomas, y su alumno Ernst Rüdin inició un estudio genético de su transmisión en 1916. El libro observó que existía la esquizofrenia en todas las culturas y sus tarifas se había mantenido constante durante cincuenta años.
Un capítulo se dedica a los criterios para determinar la esquizofrenia, con Gottesman prefiriendo los desarrollados por Bleuler a los de diagnóstico de la American Psychiatric Association Manual Estadístico de los Trastornos Mentales (versión III-R), la Clasificación Internacional de Enfermedades (CIE- 9) y el método de Kurt Schneider. El diagnóstico se basa en las formas en que una persona habla y actúa, y las medidas estándar eran alucinaciones, delirios, apatía emocional, pensamiento confuso, y los cambios bruscos de una persona. Gottesman mencionó una disparidad en el diagnóstico de esquizofrenia después de la Segunda Guerra Mundial a través del Atlántico cuando los diagnósticos psiquiátricos de Estados Unidos cuadruplicaron las de los psiquiatras británicos.
Se revisaron los estudios familiares en la esquizofrenia. Que se ejecuta el trastorno en familias no sugirieron que se hereda genéticamente, ya que se produce la transmisión cultural de padres a hijos. Los estudios de gemelos y de adopción se presentaron como los métodos estándar para desentrañar las contribuciones de los genes y el medio ambiente. Gottesman utiliza un método basado en computadora para calcular las probabilidades de convertirse en esquizofrénica sobre la base de las muchas causas. El libro examina los problemas causados por la esquizofrenia a los familiares de los pacientes y a la sociedad, ejemplificados a mayor escala por las políticas eugenésicas de estados como Alemania nazi. Los dos últimos capítulos cubren brevemente la biología molecular y la neuroanatomía. Los nuevos métodos de la genética del comportamiento en fase de investigación en el momento de la publicación, tales como el análisis de ligamiento, que utiliza la probabilidad de que los genes vecinos se heredan juntos, no estaban cubiertos.

## Comités y Organizaciones
Gottesman estuvo asociado a: 
- asistente de la Sociedad para el Estudio de la conferencia de Biología Social 1967 en la Universidad de Princeton[36] que sentó las bases para la asociación genética de la conducta (BGA);
- presidente electo y presidente del programa de la BGA en 1976;[37]
- Asociación Americana de Psicología (APA) miembro a partir de 1958 , y miembro desde 1975;
- un miembro de la Asociación Americana de Psiquiatría;[10]
- un miembro de la Sociedad Americana de Psicología;[10]
- el vicepresidente de la Sociedad para el Estudio de la Biología Social para 1976-1980;[10]
- el presidente de la Asociación de Genética Comportamiento en 1976-1977;[10]
- miembro de la Sociedad Americana de Genética Humana;[10]
- el presidente de la Sociedad para la Investigación en Psicopatología en 1993;[10]
- un miembro de la Academia Americana de las Artes y las Ciencias.[10]

## Premios
Gottesman ha sido reconocido por las organizaciones profesionales en los Estados Unidos, Gran Bretaña y Japón. Recibió los siguientes premios:
- Premio Hofheimer para la Investigación en 1973 de la Asociación Americana de Psiquiatría;[38]
- Premio a la Trayectoria Dobzhansky en 1990 de la Asociación genética de la conducta;[39]
- Concesión del libro de William James en 1991 de la División de APA de Psicología General;[30]
- Kurt Schneider Premio de la Universidad de Bonn (Alemania) [ 1 ] (el primer no - alemán en ganar el premio);[40]
- Premio Científico Distinguido Aportes en 2001 de la APA,[4] es el más alto honor[41] (Galardonados anteriores incluyen Jean Piaget y B. F. Skinner);[42]
- Medalla de Oro a la Trayectoria en la Ciencia de la Psicología en el año 2007 de la Fundación Americana de Psicología;[2]
- El logro excepcional para la Investigación sobre Trastornos Mentales NARSAD (Alianza Nacional para la Investigación en Esquizofrenia y Trastornos Afectivos) Premio en el año 2008 de la Fundación de Investigación del Comportamiento y Cerebro y
- Universidad de Louisville Premio Grawemeyer en Psicología 2013
- James McKeen Cattell Premio Fellow de la Asociación para la Ciencia Psicológica.[43]

## Libros
- Gottesman, Irving I.; Erlenmeyer-Kimling, L. (1970). Differential Reproduction in Individuals with Mental and Physical Disorders: Conference Sponsored by the American Eugenics Society and the Biomedical Division of the Population Council Held at the Rockefeller University, Nov. 13–14, 1970. Chicago University Press. p. 136.
- Gottesman, Irving I.; Shields, James T. (1972). Schizophrenia and Genetics: A Twin Study Vantage Point. Boston: Academic Press. p. 433. ISBN 0-12-293450-4.
- Gottesman, Irving I.; Shields, James T. (1973). Schizophrenia and Genetics (Personality and psychopathology). Boston: Academic Press. p. 433. ISBN 978-0122934506.
- —— (1982). Schizophrenia. Cambridge, UK: Cambridge University Press. p. 249. ISBN 978-0521295598.
- Gottesman, Irving I.; Shields, James T. (1982). Schizophrenia: The Epigenetic Puzzle. Cambridge, UK: Cambridge University Press. p. 258. ISBN 0-521-29559-9.
- —— (1991). Schizophrenia Genesis: The Origins of Madness. San Francisco: Freeman. p. 296. ISBN 0-7167-2147-3.
- Shields, James T.; Gottesman, Irving I. (1971). Man, Mind, and Heredity: Selected Papers of Eliot Slater on Psychiatry and Genetics. The Johns Hopkins University Press. p. 432. ISBN 978-0801811180.
- Fuller, Torrey E.; Bowler, Ann E.; Taylor, Edward H.; Gottesman, Irving I. (1995). Schizophrenia and manic-depressive disorder: The biological roots of mental illness as revealed by the landmark study of identical twins. Basic Books. p. 304. ISBN 978-0465072859.
- McGuffin, Peter; Owen, Michael, J.; Gottesman, Irving I. (2004). Psychiatric Genetics and Genomics. Oxford University Press. p. 502. ISBN 978-0198564867.

## Lectura Sugerida
- Dilalla, Lisabeth F. (2004). Behavior Genetics Principles: Perspectives in Development, Personality, and Psychopathology (Decade of Behavior). American Psychological Association. p. 296. ISBN 978-1591470830.

- Datos: Q6074600